# De Marresio
I de Marresio, Marresio o Marrese sono una famiglia nobile di origine normanna. 
Ebbero il feudo di Maruggio da Ruggero II d'Altavilla e si stanziarono in Taranto. Nel 1100 circa, permisero ai Templari di fondare nel loro feudo di Maruggio un domus templare.